# Honda Dylan 125
Der Honda SES Dylan 125 ist ein Motorroller des japanischen Honda-Konzerns.
Der Dylan wurde in den Jahren 2002 bis 2005 in Italien hergestellt.
2003 war er mit 1294 verkauften Einheiten der meistverkaufte 125er Motorroller.
2006 wurde er durch den PS125i abgelöst.

## Beschreibung
Der Dylan besitzt einen 125 cm³-Viertaktmotor. Das Fahrzeug besitzt einen ungeregelten Katalysator. Der Dylan wird mit Normalbenzin betankt. Für zusätzliche Sicherheit sorgt das CBS (Combined-Brake-System). Die Motorleistung wird mit einer Fliehkraftkupplung und durch ein stufenloses Keilriemengetriebe an das Hinterrad weitergegeben.
Zum Fahren des Honda Dylan 125 benötigt man einen Führerschein der Klasse A1, beziehungsweise einen Führerschein der Klasse 3, welcher vor dem 1. April 1980 ausgestellt wurde. Weiterhin berechtigt der Führerschein der Klasse 1b zum Führen dieses Rollers.

## Technische Daten
Motor:
- Bauart: Flüssigkeitsgekühlter Einzylinderviertaktmotor mit U-Katalysator
- Hubraum: 125 cm³
- Max. Leistung: 10,1 kW / 13,6 PS
- Max. Drehmoment: 11,3 Nm
- Gemischaufbereitung: 26-mm-Ø-Gleichdruckvergaser
- Lichtmaschine: 230 Watt
- Batterie: 12 V / 6 Ah
- Abgasverhalten: Euro 2 / U-Katalysator

Kraftübertragung:
- Getriebe: V-Matic-Riemenantrieb
- Endantrieb: Keilriemen

Fahrwerk:
- Rahmenbauart: Stahlrohrrahmen
- Vorderradaufhängung: Telegabel
- Federweg: 88 mm
- Hinterradaufhängung: Zwei Federbeine
- Federweg: 75 mm
- Bremse vorn: Scheibenbremse mit Zweikolbenbremszange, Ø 220 mm
- Bremse hinten: Trommelbremse, Ø 130 mm
- Bremsbesonderheit: Single-Combined Brake System (Single-CBS)
- Bereifung vorn: 110/90-13 56L
- Bereifung hinten: 130/70-13 57L

Abmessungen und Gewichte:
- Trockengewicht: 120 kg
- Gewicht vollgetankt: 130 kg
- Zuladung: 181 kg
- Wendekreis: 4,10 m
- Länge: 1940 mm
- Breite: 700 mm
- Höhe: 1170 mm
- Radstand: 1330 mm
- Sitzhöhe: 795 mm
- Bodenfreiheit: 130 mm
- Tankinhalt: 9 Liter
- Sitzplätze: 2

Leistungen:
- Höchstgeschwindigkeit: 99 km/h
- Beschleunigung:
  - 0–30 km/h 2,7 sek
  - 0–50 km/h 4,8 sek
  - 0–70 km/h 9,1 sek
- Testverbrauch: 2,9 Liter Normalbenzin
- Reichweite: ca. 310 km

Ausstattung:
- Helmfach
- Staufach
- Gepäckträger
- Tankuhr
- Uhr
- Tageskilometerzähler
- Elektrostarter
- Hauptständer
- Feststellbremse